# Татарчук Тетяна Феофанівна
Тетя́на Феофа́нівна Татарчу́к (19 травня 1959, Вінниця) — українська вчена-медик, доктор медичних наук, професорка, член-кореспондент НАМН України, заслужена діячка науки і техніки України, лауреатка державної премії України в галузі науки і техніки 2011 року, нагороджена Орденом княгині Ольги ІІІ ступеня 2017 року.

## Життєпис
Народилась 19 травня 1959 року у Вінниці.
1982 року закінчила навчання в Вінницькому медичному інституті ім. М. І. Пирогова.Працювати почала 1985 року по 1988 рік лікар акушер – гінеколог в Бершадській районній лікарні.
З 1988 року по 1992 рік — лікар гінекологічного відділення ЦМКЛ Шевченківського р-ну, м. Київ; З 1992 року по 1999 рік – завідувачка гінекологічного відділення «Київської міської клінічної лікарні № 9».
1997 року за її ініціативою та участю вперше в Україні створене міське клінічне відділення гінекології для людей перехідного віку.
2 квітня 1999 року обрана за конкурсом на посаду головного наукового співробітника в Інститут педіатрії, акушерства і гінекології АМН України»;
З квітня 2000 року за конкурсом обрана на посаду завідувачки відділення ендокринної гінекології Інституту педіатрії, акушерства і гінекології АМН України, що створено шляхом реорганізації з відділення загальної гінекології. Очолював відділення з часу його заснування доктор медичних наук, професор Сольський Яків Порфирович — вчитель і наставник Тетяни Феофанівни.
05.04.2006 року заступник директора по науковій роботі Інститут педіатрії, акушерства і гінекології НАМН України»;
01.08.2024р. ДУ “ІПАГ ім. акад. О.М. Лук'янової НАМНУ” перейменовано в ДУ «Всеукраїнський центр материнства та дитинства НАМН України»
01.08.2024 року і по сьогодні -  засткпник генерального директора, завідувач відділення ендокринної гінекології ДУ «ВЦМД НАМН України». 
У 2019 році обрана за конкурсом членом Національного агентства із забезпечення якості вищої освіти. 
За сумісництвом в період організації з 2018 року завідувачка відділу репродуктивного здоров’я ДНУ «Центр інноваційних медичних технологій НАН України», з 2020 року і по сьогодні - головна наукова співробітниця цього відділу.
Член Вчених Рад ДУ «Всеукраїнський центр материнства та дитинства Національної академії медичних наук України», ДНУ «Центр інноваційних медичних технологій НАН України.
Голова комітету біоетики та деонтології ДУ «Всеукраїнський центр материнства та дитинства НАМН України»

#### Науково-експертна діяльність
Заступник голови ради Державної програми «Репродуктивне здоров'я нації» (2006-2015).
Була науковою консультанткою проектів «Разом до здоров’я» (2005-2011) та «Здоров’я жінок України» (2011-2016) — що реалізувався в Україні за підтримки Агентства США з міжнародного розвитку (АМР США та USAID).
З 2008 по 2020 рік працювала головним фахівцем МОЗ зі спеціальності «Дитяча гінекологія».
Понад десять років очолювала консультативно-експертну групу ДЕЦ МОЗ України «Акушерство та гінекологія, лікувальні засоби».
Членкиня групи експертів МОЗ України за напрямами «Акушерство і гінекологія. Дитяча гінекологія» Наказ МОЗ України від 28.10.2020 №2455 "Про затвердження складу груп експертів МОЗ України". Була заступницею голови робочої групи МОЗ з клінічних питань у підготовці наступних протоколів та клінічних настанов:
- «Гіперплазія ендометрія» № 869 від 05.05.2021,
- «Передменструальний синдром» №1218 від 13.07.2022,
- «Менопаузальні порушення та інші розлади в перименопаузальному періоді» №1039 від 17.06.2022,
- «Ектопічна вагітність» №1730 від 24.09.2022,
- «Передменструальний синдром» №1218 від 13.07.2022
- «Аномальні вагінальні виділення» № 2264 від 15.12.2022[3],
- «Лейоміома матки» №147 від 25.01.2023[4],
- «Запальні захворювання органів малого таза» № 928 від 18.05.2023[5],
- «Скринінг раку шийки матки. Ведення пацієнток з аномальними результатами скринінгу та передраковими станами шийки матки» № 1057 від 18.06.2024
- «Доброякісні захворювання молочних залоз. Тактика ведення аномальних результатів обстеження молочних залоз» № 535 від 26 березня 2025

Головна редакторка науково-практичного медичного журналу "Репродуктивна ендокринологія", який з лютого 2019  індексується пошуковою базою Scopus, та іншими науковометричними базами, а також член редакційної колегії ряду медичних журналів.
Член редакційної колегії журналів “Медичні аспекти здоров’я жінки”,  “Репродуктивне здоров'я жінки”

###### Входить до складу керівництва ряду асоціацій, наукових товариств:
- Членкиня ради директорів «Європейської асоціації гінекологів» (Board of directors “European Society of Gynecology”), у 2025 році на 16-му Конгресі Європейської спільноти гінекологів переобрана на другий термін[6].
- Президентка «Асоціації гінекологів - ендокринологів України»,
- Віце-президентка Української «Асоціації кольпоскопії та цервікальної патології»,
- Віце-президентка «Асоціації дитячих гінекологів»,
- Членкиня президії «Асоціації акушерів-гінекологів України»[7],
- «Асоціації метаболічної медицини»[8]
- «Асоціації остеопорозу»

Зараховується до провідних спеціалістів в галузі акушерства та гінекології, є засновницею української школи ендокринної гінекології. Першою в Україні розробила та впровадила систему надання медичної допомоги для жінок з клімактеричними порушеннями, посприяла створенню першого в Україні відділення лікування патології клімаксу. Займається вдосконаленням та впровадженням в клінічну практику органозберігаючих методик лікування міоми матки.
Наукові зацікавлення: проблеми дисгормональних порушень у жінок різних вікових часів, доброякісні пухлини геніталій і молочних залоз, передменструальний синдром, поєднані пухлини репродуктивної системи, ювенільні кровотечі.

#### Є авторкою більш ніж 600 наукових праць, довідників, посібників та 16 монографій, зокрема
- «Клінічні лекції по гінекології»
- «Клінічні лекції по менопаузі»
- “Гормональна замісна терапія в лікуванні постменопаузального остеопорозу” (2002)
- “Ендокринна гінекологія”, (2003),
- “Імунологічні аспекти менопаузи.- Клімактеричний період , хіба що душа".- Клімактеричний період (обрані глави) (2003),
- "Розвиток охорони материнства та пологової допомоги в Україні" (2008),
- «Акушерсько-гінекологічна допомога та збереження репродуктивного здоров’я у жінок в умовах збройного конфлікту» (2020),
- “Академічні лекції з акушерства та гінекології”, (2021, 2023)

Як винахідниця має 55 патентів.

#### Наукове керівництво
Створила наукову школу: підготувала 9 докторів та 24 кандидати медичних наук. На сьогоднішній день є науковим керівником 5 дисертантів.
З 2009 року наукова керівниця та організаторка освітніх шкіл-семінарів ДУ "Інститут педіатрії, акушерства і гінекології імені академіка О.М. Лук’янової НАМН України" для лікарів «Гармонія гормонів – основа здоров’я жінки», заснованої у рамках Національної стратегії підтримки репродуктивного здоров’я жінки, а з 2017 року наукова керівниця міждисциплінарного освітнього проекту «Health Hub» для лікарів;
Наукова керівниця освітньої сторінки для населення у інтернет-просторі «Health space»

## Нагороди
- Лауреат Всеукраїнської премії «Жінка ІІІ тисячоліття» в номінації «Знакова постать» (2015).
- «Заслужений діяч науки і техніки України» -  Указ Президента України від 11.01.2010 року.
- «Лауреат Державної Премії України в галузі науки і техніки»  (2011).
- Нагороджено Орденом княгині Ольги ІІІ ступеня Указом президента України від 01.12.2017 року.